# Israels rymdstyrelse
Israels rymdstyrelse (på hebreiska:סוכנות החלל הישראלית) är sedan 1983 Israels myndighet för rymdfart.